# Bashin': The Unpredictable Jimmy Smith
| Recensione | Giudizio |
| ---------- | -------- |
| AllMusic   |          |

Bashin': The Unpredictable Jimmy Smith è un album dell'organista jazz Jimmy Smith, pubblicato dalla casa discografica Verve Records nel maggio del 1962 .
È il suo primo album con la Verve Records.

## Tracce

### LP
Lato A
1. Walk on the Wild Side – 5:50 (musica: Elmer Bernstein)
2. Ol' Man River – 3:50 (testo: Oscar Hammerstein II – musica: Jerome Kern)
3. In a Mellow Tone – 4:23 (musica: Duke Ellington)
4. Step Right Up – 4:10 (musica: Oliver Nelson)

Lato B
1. Beggar for the Blues – 7:25 (testo: Dotty Wayne – musica: Ray Rasch)
2. Bashin' – 6:12 (musica: Jimmy Smith)
3. I'm an Old Cowhand (From the Rio Grande) – 6:05 (musica: Johnny Mercer)

## Musicisti

### with The Big Band (Lato A)
- Jimmy Smith – organo
- Oliver Nelson – arrangiamenti, conduttore musicale
- Joe Newman – tromba
- Doc Severinsen – tromba
- Joe Wilder – tromba
- Ernie Royal – tromba
- Tommy Mitchell – trombone
- Jimmy Cleveland – trombone
- Urbie Green – trombone
- Britt Woodman – trombone
- Babe Clarke – sassofono
- Robert Ashton – sassofono
- Gerry Dodgion – sassofono
- Phil Woods – sassofono
- George Duvivier – contrabbasso
- Ed Shaughnessy – batteria

### The Trio (Lato B)
- Jimmy Smith – organo
- Jimmy Warren – chitarra
- Don Bailey – batteria

Note aggiuntive
- Creed Taylor – produttore
- Registrazioni effettuate il 26 e 28 marzo 1962 a New York City, New York
- Rudy Van Gelder – ingegnere delle registrazioni
- Chuck Stewart – foto copertina album originale
- Del Shields – note interno copertina album originale[4]